# Sankt Anton im Montafon
Sankt Anton im Montafon è un comune austriaco di 737 abitanti nel distretto di Bludenz, nel Vorarlberg. Tra il 1943 e il 1947 era stato accorpato al comune di Vandans.